# Ludwig N. Hantson
Ludwig Norbert Michel Hantson (nacido en agosto de 1962) es un empresario belga. Es el CEO de Alexion Pharmaceuticals desde marzo de 2017. Fue presidente y director ejecutivo de Baxalta, compañía biofarmacéutica estadounidense, desde 2015 a 2016. 

## Vida temprana
Hantson recibió un doctorado en rehabilitación motora y fisioterapia de la Universidad de Lovaina en Bélgica.

## Carrera
Hantson fue vicepresidente corporativo y presidente de Baxter desde mayo de 2010, antes de convertirse en CEO de Baxalta a partir de julio de 2015, cuando Baxalta fue escindida por su empresa matriz, Baxter International hasta la finalización de la adquisición de Baxalta un año después (completado en junio de 2016) por Shire.
En enero de 2016 se informó que el paquete de salida de Hantson, en efectivo y acciones de Shire, puede ser de más de $ 30 millones.
En marzo de 2017, Alexion Pharmaceuticals nombró a Hantson como su director ejecutivo.
En septiembre de 2017, Hantson trasladó la sede de Alexion Pharmaceuticals a Massachusetts.     